# Emmaste
Emmaste es un municipio estonio perteneciente al condado de Hiiu.
A 1 de enero de 2016 tiene 1200 habitantes en una superficie de 197 km².
En la localidad de Emmaste viven algo más de doscientos habitantes. El resto de la población vive en otras 42 pequeñas localidades rurales: Haldi, Haldreka, Harju, Hindu, Härma, Jausa, Kabuna, Kaderna, Kitsa, Kurisu, Kuusiku, Kõmmusselja, Külaküla, Külama, Laartsa, Lassi, Leisu, Lepiku, Metsalauka, Metsapere, Muda, Mänspe, Nurste, Ole, Prassi, Prähnu, Pärna, Rannaküla, Reheselja, Riidaküla, Selja, Sepaste, Sinima, Sõru, Tilga, Tohvri, Tärkma, Ulja, Valgu, Vanamõisa, Viiri yÕngu.
Se ubica al sur de la isla de Hiiumaa, frente a la costa septentrional de Saaremaa.